# Hubert Latham
Pour les articles homonymes, voir Latham (homonymie).
Hubert Latham (Arthur Charles Hubert Latham) est un pionnier de l'aviation, titulaire du brevet de pilote no 9 en 1909, né à Paris 8e le 10 janvier 1883 et mort près de Fort-Archambault, actuel Sarh (Tchad), le 25 juin 1912.

## Biographie

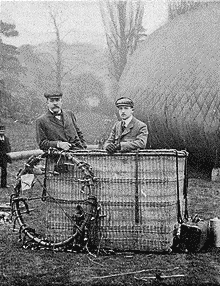
Jacques Faure et Hubert Latham, dans leur nacelle avant leur voyage aérien de Londres à Paris (L'Illustration, 1905).

Hubert Latham est issu d'une famille aisée d'armateurs havrais, qui va lui permettre de parfaire son éducation en Angleterre, lui donnant le goût pour les sports (aérostation, aviation, yachting, automobile). Il est le fils de Lionel Latham (fils de Charles Latham), propriétaire de la villa Montdésir (Le Havre) et du château de Maillebois, et de Madeleine Mallet (petite-fille de James Mallet). Une de ses sœurs épousera le Pr Paul-Félix Armand-Delille et l'autre l'inspecteur des finances Emmanuel de Witt.

Son premier exploit aérien est une traversée de la Manche en ballon, avec son cousin Jacques Faure les 11 et 12 février 1905. Tous deux s'envolent du Crystal Palace à Londres le 11 février à 18 h 45, installés dans la nacelle de l'Aéro-Club II, pour rejoindre la région parisienne le 12 février à 1 h 15, se posant entre Saint-Denis et Aubervilliers, soit un trajet de 344 kilomètres.
En 1905, il pilote à Monaco des bateaux de course Antoinette.
En 1906-1907, il mena ensuite une expédition d’exploration accompagné d’amis en Abyssinie (Éthiopie), au cours de laquelle il collecta pour le Muséum national d'histoire naturelle à Paris et entreprit un travail de repérage géographique pour l’Office colonial français. Ses voyages se prolongèrent en 1908 lorsqu’il partit pour l’Extrême-Orient avant de retourner en France.
En 1908, il assiste à l’un des vols de Wilbur Wright et décide d'apprendre à piloter sur monoplan Antoinette.
En 1909, il est employé comme pilote d'essai de la société Antoinette et il remporte plusieurs trophées : endurance, distance, vitesse, hauteur, empochant 50 000 francs au meeting de Reims-Bétheny. Il tente la traversée de la Manche le 19 puis le 27 juillet 1909, échouant à cause de pannes moteur, à une quinzaine de kilomètres des côtes anglaises la première fois et tout proche des falaises de Douvres la deuxième fois.

### Sa carrière d’aviateur (d’après des journaux de l’époque)

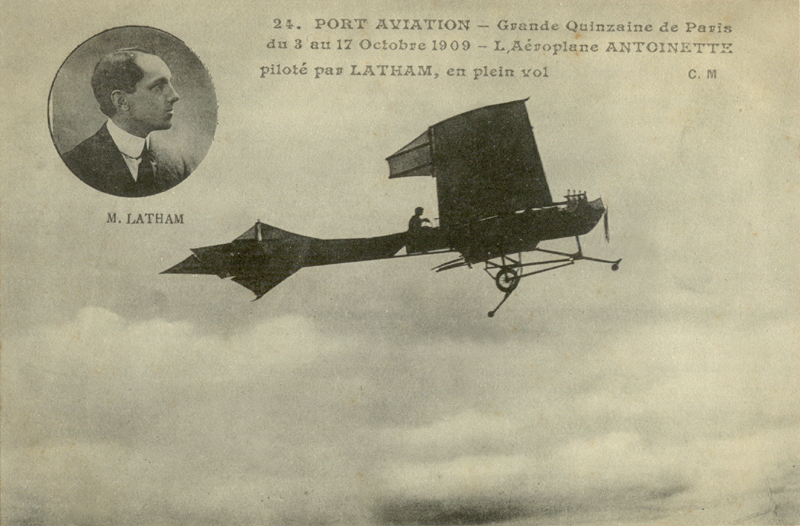
Hubert Latham, sur Antoinette IV.

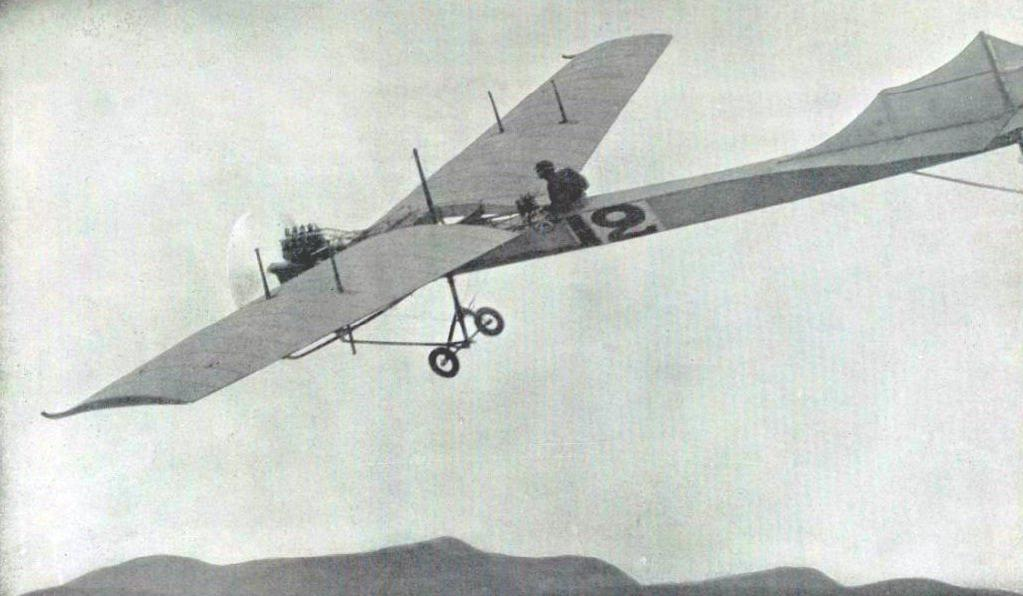
Hubert Latham, ici vainqueur de la croisière Nice-Cap-Ferrat-Nice en avril 1910 sur Antoinette VII, et recordman de vitesse aérien la même semaine.

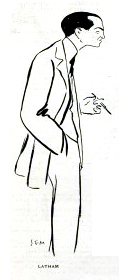
Caricature de Sem.

- Elle commença en 1909 par une double tentative de la traversée de la Manche. Ces tentatives firent de lui quelqu’un de très populaire. Deux fois, il essaya le difficile exploit, deux fois il échoua.
- Lors de sa première traversée, le 19 juillet 1909 le moteur Antoinette, très avancé techniquement (un des premiers systèmes d'injection fonctionnels), tomba en panne au tiers de la distance, obligeant Latham (qui ne savait guère nager) à se poser sur l'eau... Tiré au fond par le poids du moteur, l'appareil coulait cependant suffisamment lentement pour que le torpilleur Harpon, de la Marine nationale, qui l'escortait, puisse rejoindre Latham (perché sur la queue, il grillait flegmatiquement une cigarette) et élinguer son appareil. La seconde fois, il échoua au port, si l’on peut dire, à moins de 500 mètres de la côte anglaise. C'était le 27 juillet 1909. Le 25 de ce même mois, Louis Blériot avait réussi cet exploit et recevait le prix du Daily Mail pour cette traversée de Sangatte à Douvres. Voir la stèle retraçant l'échec de Latham et la réussite de Blériot dans le parc Clément-Ader, à Muret (Haute-Garonne).
- Le premier, il survola une grande ville d’un bout à l’autre, en allant de Johannisthal à un autre faubourg de Berlin, passant ainsi au-dessus de la capitale prussienne.
- C’est à lui que, lors de la Grande Semaine d'aviation de la Champagne, fameux meeting de Reims, fut offerte, le 30 août 1909, la somme de 10 000 F constituant le Grand Prix décerné par Le Petit Journal, attribué à celui des aviateurs ayant accompli avec des aéroplanes les performances les plus remarquables.
- Le 1er décembre 1909, Hubert Latham établit le nouveau record du monde de hauteur : 475 mètres avec son monoplan Antoinette[6].
- Hubert Latham se signala encore à l’admiration de la foule de Blackpool, en Angleterre, en volant pendant une tempête terrible. Enfin, le 7 janvier 1910, à Mourmelon-le-Grand, il continuait la série de ses vols en hauteur, battant encore ses précédents records en atteignant 1 100 m d’altitude.
- Le 23 avril 1910, Hubert Latham remporte la course Nice – Cap Ferrat et retour en 16 min, 46 s, 3/5 dans le cadre du meeting d'aviation de Nice[7].
- Le 7 juillet 1910, Hubert Latham est l'auteur à Bétheny du nouveau record de hauteur, ayant atteint officiellement 1 384 mètres avec un monoplan Antoinette (son baromètre indiquait pour sa part 66 mètres de plus !)[8]
- Le 13 août 1910[9], il vole autour de la cathédrale de Chartres et se pose dans le parc du château de Maillebois, propriété familiale depuis 1880. Hubert Latham volera à plusieurs reprises autour de l'un des premiers terrains d'aviation, qui deviendra la future base aérienne 122 Chartres-Champhol.
- Enfin, les Parisiens assistaient à une nouvelle prouesse de leur aviateur préféré. Hubert Latham suivit les rives de la Seine et doubla la tour Eiffel, en passant au-dessus du Grand Palais.
- Une magnifique randonnée lui valut le prix de 25 000 F du Daily Mail, destiné à l’aviateur ayant parcouru la plus grande distance à travers champs.
- Il devient instructeur et aura Marie Marvingt parmi d’autres femmes comme élèves.
- Le 22 décembre 1910, Latham réalise un bel exploit qui peut prêter à sourire mais qui est tout ce qui a de plus sérieux et qui est d'ailleurs une de ses plus grandes fiertés : c'est ainsi qu'il devient en ce jour le premier aviateur à avoir tué un oiseau en vol (canard) aux commandes de son aéroplane, ce dernier utilisant un fusil calibre 20. Canard qui sera d'ailleurs empaillé par le comte Jaro Von Schmidt en souvenir de cette performance ô combien insolite[10].

Latham réalisait des vols et surtout des virages d’une audace incroyable. Il n’en prenait nulle vanité et disait avec une insouciance où se mêlait quelque tristesse : « ma témérité n’est que de l’indifférence. Je sais que les médecins m’ont condamné ; je mourrai jeune. Mourir pour mourir, j’aime autant finir dans une chute d’aéroplane ! »
Il est mort jeune, en effet, le courageux sportif, mais non point comme il croyait et comme il eût voulu mourir.
Il meurt en 1912 en Afrique-Équatoriale française à 29 ans. Le journal que Latham a tenu au cours des dernières semaines de sa vie dans le bush africain montre son malaise quant au manque de discipline au sein de son équipe de porteurs, et son inquiétude face à la violence et aux conflits qui dominaient cette région administrée par les militaires. L’enquête officielle sur la mort de Latham n’a pris aucun compte ni de ses avis ni de doutes, et a rapporté l’incident comme étant un tragique accident de chasse. Un auteur anonyme a néanmoins rapporté, un an après, que les militaires ayant retrouvé le corps ont fait état d'une seule blessure à la tête et d'aucunes traces d'animal sauvage autour du cadavre, remettant en cause la thèse de l'accident. Le commandant du camp militaire le plus proche, qui a enquêté et interrogé les porteurs, estimait plus probable la version du meurtre de l'aviateur par l'un de ses nombreux porteurs, vraisemblablement pour lui voler son équipement, sans toutefois pouvoir le prouver.
Il est inhumé au cimetière Sainte-Marie du Havre en 1914.
Son buste est érigé dans la rue principale, face à la place de l'hôtel de ville, à Maillebois (Eure-et-Loir). Ses parents y possédaient le château qui est toujours propriété de la famille.
Il existe aussi une statue de Latham, haute de près de 3 mètres, œuvre du sculpteur Georges Vergez, plantée non loin de la route touristique entre Calais et Boulogne-sur-Mer. La statue est inaugurée le 13 août 1922 en présence de la mère et la sœur de l'aviateur. Louis Blériot prononce à cette occasion un discours émouvant.
Il figure au musée du lien transmanche au Mont Saint-Hubert.

## Distinctions
- Chevalier de la Légion d'honneur (12 juillet 1911)

## Honneurs posthumes

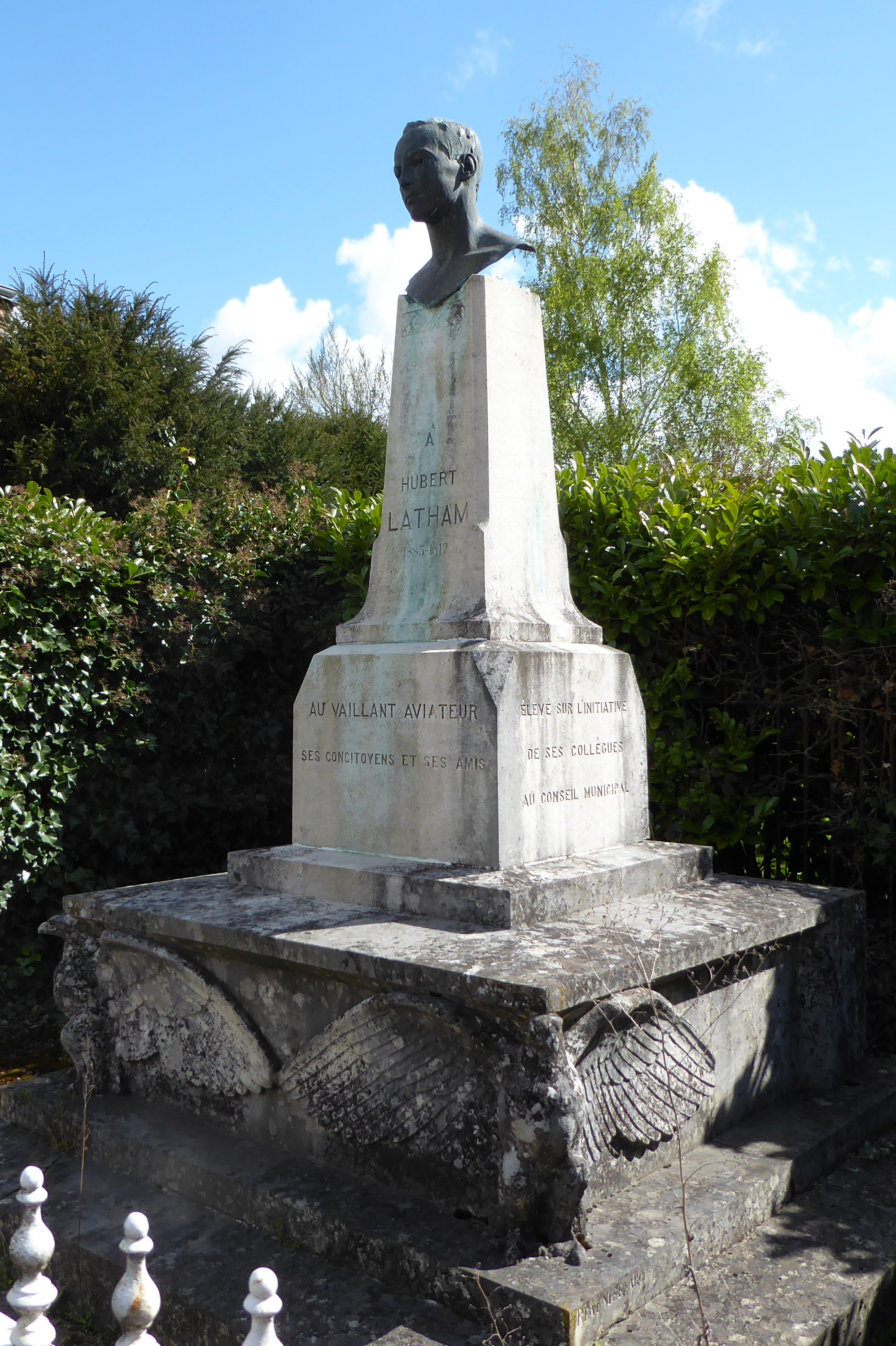
Buste d'Hubert Latham à Maillebois en Eure-et-Loir.

- En hommage à Hubert Latham, pionnier de l'aviation, la poste française a émis un bloc de 6 timbres, dont un à son effigie, le 18 octobre 2010 ;
- Une rue de Chartres (Eure-et-Loir) porte son nom. Elle mène au site où se trouvait l'ancienne base aérienne 122 Chartres-Champhol ;
- Une rue de Châteauneuf-en-Thymerais (Eure-et-Loir) porte son nom ;
- Son buste est érigé sur la place principale de Maillebois (Eure-et-Loir), dont le château était la propriété de sa famille ;
- Une rue de Garéoult (Var) porte son nom ;
- Une rue de Mourmelon-le-Grand (Marne) porte son nom ;
- Une rue de Tours (Indre-et-Loire) porte son nom :
- Une impasse de Port-Jérôme-sur-Seine (Seine Maritime) porte son nom ;
- Une rue de Bruay-la-Buissière (Pas-de-Calais) porte son nom dans la cité des aviateurs ;
- Une statue à Sangatte (Pas-de-Calais) au cap blanc nez, face à la manche ;
- Une rue de Reims (Marne) porte son nom ;
- La commune de Garchizy (Nièvre) a baptisée une rue en son nom.